# 希庇阿斯
希庇亞斯（羅馬化：Hippías；約西元前570年—前490年）是雅典最後一位僭主，其統治時間為西元前527年至西元前510年。庇西特拉圖是他的父親。當斯巴達的克里昂米尼一世成功入侵雅典並迫使他逃往波斯後，他被廢黜。